# Eriophorum comosum
Eriophorum comosum är en halvgräsart som först beskrevs av Nathaniel Wallich, och fick sitt nu gällande namn av Christian Gottfried Daniel Nees von Esenbeck. Eriophorum comosum ingår i släktet ängsullssläktet, och familjen halvgräs. Inga underarter finns listade i Catalogue of Life.